# بیگ راک (تنسی)
بیگ راک (به انگلیسی: Big Rock) یک منطقهٔ مسکونی در ایالات متحده آمریکا است که در شهرستان استوارت، تنسی واقع شده‌است. بیگ راک ۱۶۰٫۰۲ متر بالاتر از سطح دریا واقع شده‌است.